# In pectore
In pectore (італ. in petto — «у душі») — латинський вираз, перекладається буквально як «у грудях», «у серці», «у таємниці». Вираз виник у 1536 році як термін Римської курії для позначення кардинала, якого Папа призначив своїм секретним рішенням. Якщо Папа не повідомив про це консисторію до своєї смерті, то таке призначення вважається недійсним.

## Статус кардиналів «in pectore» в Кодексі канонічного права
§ 3 Канону 351 говорить: «Особа, зведена в сан кардинала, про призначення якої, зберігаючи в таємниці ім'я особи, оголошує Римський Понтифік, тимчасово не несе ніяких обов'язків Кардиналів і не користується ніякими їхніми правами. Однак після оголошення Римським Понтифіком його імені на нього покладаються ці обов'язки і йому надаються ці права, причому право старшинства належить йому з того дня, коли було оголошено про його призначення без проголошення імені.»

## Кардинали «in pectore» під час понтифікату Івана Павла II
- За 27 років понтифікату Іван Павло II звів у кардинальський сан «in pectore» чотирьох осіб. Імена трьох були пізніше названі.
- Першим кардиналом «in pectore» за Івана Павла II став архієпископ Шанхайський Ігнатій Гун Піньмей, який 30 років провів у китайській в'язниці. Папа римський призначив його кардиналом у 1979 році, але оприлюднив його ім'я тільки в 1991.
- У 1998 році таємними кардиналами стали Маріан Яворський, архієпископ Львівський (латинського обряду), і Яніс Пуятс[en] архієпископ Ризький. Їхні імена стали відомі громадськості лише 28 січня 2001 року.
- Ім'я останнього кардинала «in pectore» наразі залишається таємницею. Відомо тільки, що своє призначенням він отримав під час останньої консисторії, проведеної за життя Івана Павла II, що відбулась у жовтні 2003 року. Іван Павло II не оголосив його імені ні при житті, ні в заповіті, оприлюдненому після його смерті, тому, ким би не була ця особа, її кардинальський сан втратив чинність зі смертю папи 2 квітня 2005 р. Згідно з однією з версій, це був близький друг папи, керівник його канцелярії поляк Станіслав Дзівіш. У будь-якому разі, 24 березня 2006 року наступник Івана Павла Бенедикт XVI зробив Дзівіша кардиналом відкрито. За іншою версією, це один з російських католицьких єпископів — Йосип Верт, єпископ німецького походження, чия кафедра знаходиться в Новосибірську).